# Hosanna

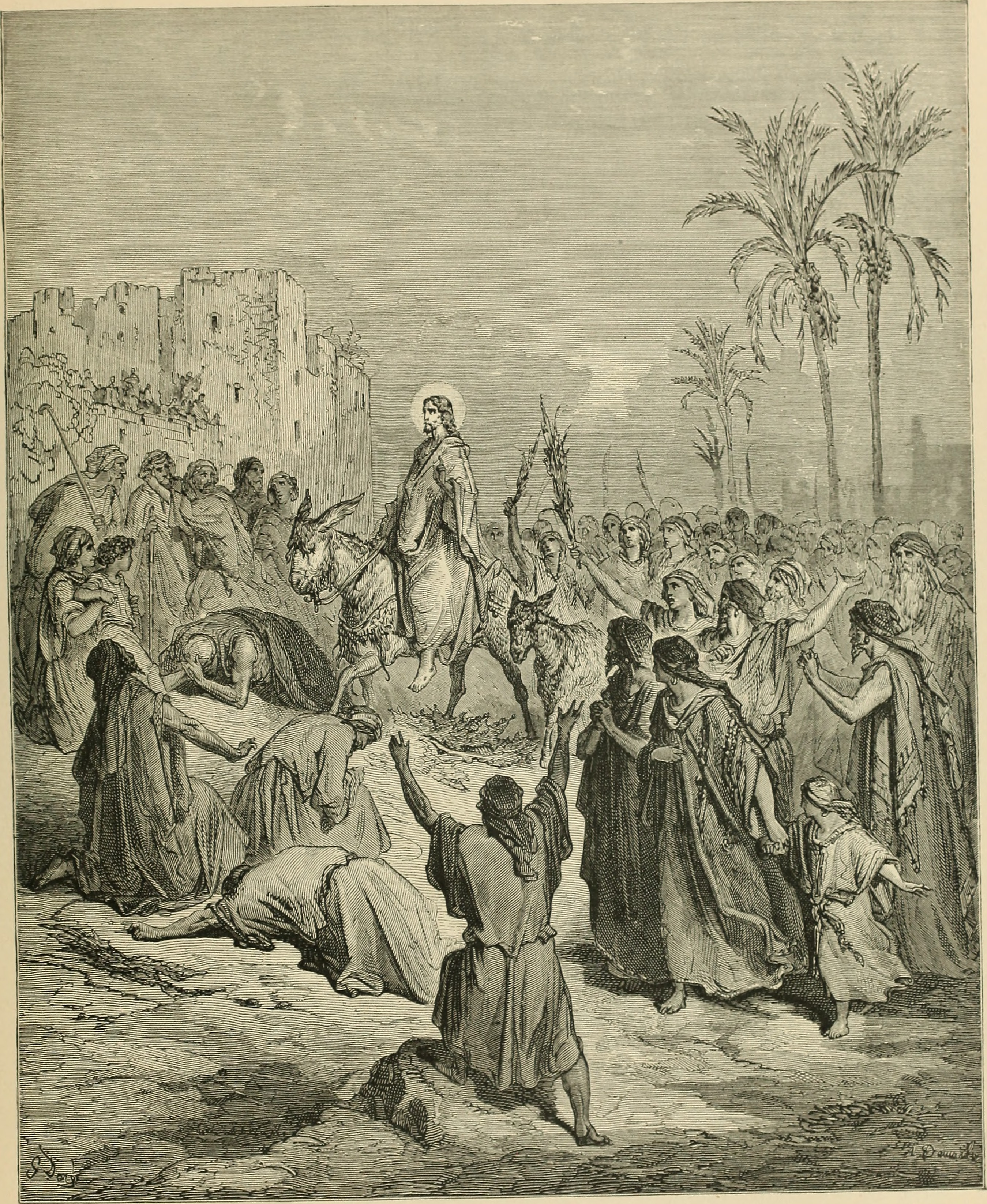
Les multituds criden "Hosanna" a l'entrada triomfal de Jesús a Jerusalem

Hosanna és una paraula litúrgica emprada en el judaisme i el cristianisme. És una exclamació que expressa una apel·lació per a l'ajuda divina.

## Etimologia
La paraula hosanna (llatí osanna, grec ὡσαννά, hōsanná) ve de l'hebreu הושיעה־נא, הושיעה נא hôšîʿâ-nā, que al seu torn es relaciona amb l'arameu ܐܘܿܫܲܥܢܵܐ (ʾōshaʿnā), que significa salvar, rescatar.
A la Bíblia jueva és utilitzada només en versicles com a "ajuda" o "salva'm, et prego" (Salms 118:25). En els Evangelis s'usa com a exclamació de gaubança, i això ha donat lloc a discussions complexes. En aquell context, la paraula Hosanna sembla ser una "mena especial de respecte" que es dona al qui salva, va salvar, salvarà o està salvant ara. Si és així, Hosanna significa 'un honor especial al qui salva'. La interpretació literal "Salva, ara!", basada en el Salms 118:25, no explica del tot l'ocurrència de la paraula.

## Ús litúrgic en tradicions diferents

### Judaisme
A la litúrgia jueva, la paraula és aplicada concretament al Servei d'Hoshana, un cicle d'oracions del qual una selecció és cantada cada matí durant Sukkot, el Tiberi dels Tabernacles. El cicle complet és cantat en el setè dia del festival, el qual és anomenat Hoshana Rabbah (הושענא רבא, "Gran Hoshana"). Al judaisme és sempre utilitzat en la seva forma hebrea original, הושענא Hoshana.

### Cristianisme
"Hosanna" era l'exclamació d'elogi o adoració feta en reconeixement de Jesús com a Messies en la seva entrada triomfal a Jerusalem, "Hosanna! Beneït és el qui entra el nom del SENYOR!", que forma part de l’oració del Sanctus.
És aplicat en versos nombrosos del Nou Testament, incloent "Hosanna; beneït és el qui entra el nom del Senyor" (Marc 11.9); "hosanna en el més alt" (Marc 11.10); i "hosanna al Fill de David" (Mateu 21:9).